# Martina Peterlini
 Martina Peterlini, née le 24 octobre 1997 à Rovereto, est une  skieuse alpine italienne.

## Biographie
En 2018 à Davos elle prend la 5e place des championnats du monde juniors de slalom.
Avec 3 podiums dont 2 victoires, elle se classe 3e de la Coupe d'Europe 2020 de slalom.
En février 2021, elle prend la 19e place des championnats du monde de slalom à Cortina d'Ampezzo. Le 6 mars 2021, elle décroche son premier top-10 en Coupe du monde en prenant une excellente 7e place dans le slalom de Jasna.
En mars 2024, elle obtient un nouveau top-10 en coupe du monde en se classant 9e du slalom de Saalbach. Elle termine la saison à la 20e place du classement général de la coupe du monde de slalom. Début avril elle est vice-championne d'Italie de slalom à Senales.
En février 2025 elle participe à ses seconds championnats du monde à Saalbach. Elle y prend la 22e place du slalom et la 14e du combiné par équipe (elle forme l'équipe d'Italie 2 avec Elena Curtoni). Elle termine sa saison à la 23e place de la coupe du monde slalom avec 6 tops-20. En avril elle se classe 3e du slalom des championnats d'Italie à Moena.

## Palmarès

### Championnats du monde
| Édition / Epreuve               | Descente | Super G | Slalom géant | Slalom | Combiné par équipe | Parallèle | Team event |
| Mondiaux 2021 Cortina d'Ampezzo | -        | -       | -            | 19e    | -                  | -         | -          |
| Mondiaux 2025 Saalbach          | -        | -       | -            | 22e    | 14e                | -         | -          |

### Coupe du monde
- Meilleur classement général : 60e en 2023-2024 avec 116 points
- Meilleur classement de slalom : 20e en 2023-2024 avec 116 points
- 7 tops-15 dont 2 tops-10
- Meilleur résultat sur une épreuve de Coupe du monde de slalom : 7e à Jasna le 6 mars 2021

#### Classements
| Saison / Épreuve | Saison / Épreuve | Général | Général | Descente | Descente | Super G | Super G | Slalom géant | Slalom géant | Slalom | Slalom | Combiné | Combiné | Parallèle | Parallèle |
| ---------------- | ---------------- | ------- | ------- | -------- | -------- | ------- | ------- | ------------ | ------------ | ------ | ------ | ------- | ------- | --------- | --------- |
| Saison / Épreuve | Saison / Épreuve | Class.  | Points  | Class.   | Points   | Class.  | Points  | Class.       | Points       | Class. | Points | Class.  | Points  | Class.    | Points    |
| 2020             | 2020             | 83e     | 36      | -        | -        | -       | -       | -            | -            | 29e    | 36     | -       | -       | -         | -         |
| 2021             | 2021             | 72e     | 54      | -        | -        | -       | -       | -            | -            | 28e    | 54     | -       | -       | -         | -         |
| 2022             | 2022             | 100e    | 25      | -        | -        | -       | -       | -            | -            | 37e    | 25     | -       | -       | -         | -         |
| 2024             | 2024             | 60e     | 116     | -        | -        | -       | -       | -            | -            | 20e    | 116    | -       | -       | -         | -         |
| 2025             | 2025             | 63e     | 84      | -        | -        | -       | -       | -            | -            | 23e    | 84     | -       | -       | -         | -         |

### Championnats du monde juniors
| Épreuve / Édition   | Slalom | Team event |
| Mondiaux 2018 Davos | 5e     | -          |

### Coupe d'Europe
13 tops 10 en slalom dont 3 podiums et 2 victoires 

#### Classements
| Saison / Épreuve | Saison / Épreuve | Général | Général | Descente | Descente | Super G | Super G | Géant  | Géant  | Slalom | Slalom | Combiné | Combiné |
| ---------------- | ---------------- | ------- | ------- | -------- | -------- | ------- | ------- | ------ | ------ | ------ | ------ | ------- | ------- |
| Saison / Épreuve | Saison / Épreuve | Class.  | Points  | Class.   | Points   | Class.  | Points  | Class. | Points | Class. | Points | Class.  | Points  |
| 2017-2018        | 2017-2018        | 51e     | 140     | –        | –        | –       | –       | -      | -      | 17e    | 140    | –       | –       |
| 2018-2019        | 2018-2019        | 40e     | 230     | –        | –        | –       | –       | –      | –      | 7e     | 230    | –       | –       |
| 2019-2020        | 2019-2020        | 11e     | 385     | –        | –        | –       | –       | –      | –      | 3e     | 385    | –       | –       |